# Adam Koch
Adam Koch (Ashwaubenon, 4 maggio 1988) è un ex cestista statunitense, professionista nella NBDL e in Europa.